# Eleonora av Portugal
För andra personer med samma namn, se Eleonora av Portugal (dansk drottning) eller Eleonora av Portugal (1328–1348).
Eleonora av Portugal, född 18 september 1434 i Torres Vedras, död 3 september 1467 i Wiener Neustadt, var en tysk-romersk kejsarinna, gift 1452 med kejsar Fredrik III.

## Biografi
Hon var dotter till Edvard I av Portugal och Eleonora av Aragonien.
Eleonora föreslogs som brud till både kejsar Fredrik och kungen av Frankrike, och enligt sägnen ska hon ha föredragit Fredrik därför att hon föredrog titeln kejsarinna framför drottning. Fredrik ville ha hennes hemgift för att kunna betala sina skulder.
Äktenskapet förhandlades fram mellan 1448 och 1451. Eleonora och Fredrik möttes första gången i Siena i Italien: Fredrik ska ha bleknat då han såg henne, delvis på grund av hennes skönhet, men också på grund av oro om hon skulle vara stark nog att föda arvingar. Vigseln ägde rum 1452 i Rom, där hon också kröntes till kejsarinna. Eleonora och Fredrik var olika, vilket påverkade deras relation. Eleonora var intresserad av dans, spelande och jakt. Fredrik sände hem hennes portugisiska följe och tog ifrån henne vårdnaden om barnen efter att ha anklagat henne för att ha tagit livet av flera av dem med sin kryddstarka portugisiska mat. Under belägringen av Wien, då befolkningen ska ha tvingats äta råttor, höjde hon allmänhetens moral.

## Barn
1. Maximilian I, tysk-romersk kejsare (1459–1519)
2. Kunigunda (1465–1520; gift med Albrekt IV, hertig av Bayern)
3. ytterligare fem barn, döda i tidig barndom